# 银河系科幻小说

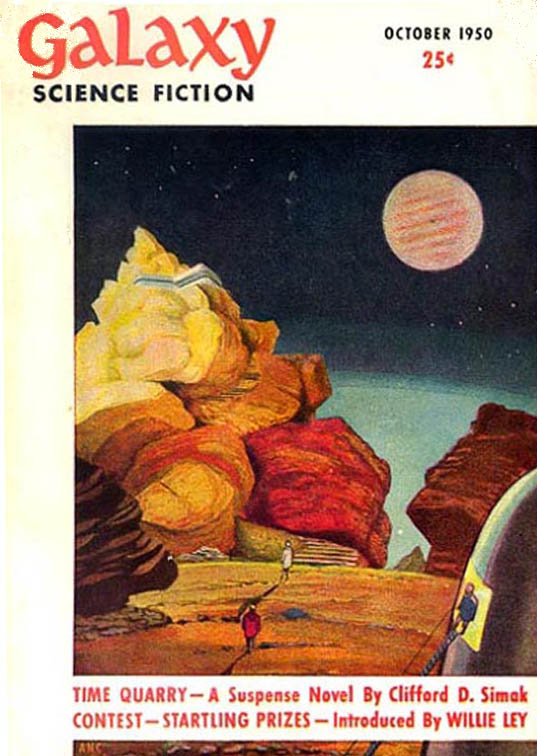
大卫·斯通（David Stone）发行的第一期《银河》

《银河系科幻小说》（英語：Galaxy Science Fiction Novels）是一本美国短篇科幻小说杂志，出版于1950年至1980年。

## 出版历史
《银河系科幻小说》由一家法意合资公司World Editions创立，该公司当时正寻求时机打入美国市场。World Editions聘请戈尔德担任编辑，他迅速使《银河》成为当时领先的科幻杂志，把重点放在描写社会问题的科幻小说上，而非科技。 
第一本科幻小说杂志《神奇的故事》于1926年问世。到1930年代末，科幻小说在美国蓬勃发展,，但是第二次世界大战导致的纸张短缺致使一些杂志也消亡了。在1940年代后期，市场开始复苏。 从1946年美国八本活跃杂志中的低端发展到仅仅四年后，这一领域就扩大到了20家. 而1950年开始出版的《银河》就是其中之一。 根据科幻史学家和评论家迈克·阿什利（Mike Ashley）的说法，《银河》的成功促进了后期大量新书的发行：到1954年，又出现了22种科幻杂志，但是由于当时美国参议院听证会上考虑到漫画对青少年犯罪问题的负面影响，科幻小说市场再次下滑。
在戈尔德任职期间，这本杂志发表了很多著名的小说，包括雷·布拉德伯里（Ray Bradbury）的《消防员》，后扩展为《华氏451度》；罗伯特·A·海因莱因(Robert A. Heinlein)的《木偶大师》；阿尔弗雷德·贝斯特(Alfred Bester)的《被摧毁的人》。1952年，该杂志的印刷商罗伯特·奎恩(Robert Guinn)收购了它。到20世纪50年代末，弗雷德里克·波爾（Frederik Pohl）协助格尔德制作大部分的杂志内容。当戈尔德的健康状况恶化时，波尔接任编辑一职，从1961年底正式开始工作，尽管他之前一段时间已经包揽了大部分制作工作。 
在波尔的领导下，《银河》取得了持续性的成功，定期出版包括科德怀恩·史密斯（Cordwainer Smith）、杰克·万斯（Jack Vance）、哈伦·埃里森（Harlan Ellison）和罗伯特·西尔弗伯格（Robert Silverberg）等作家的小说。然而波尔却从未因为他对《银河》的管理而获得年度雨果奖，而是因为它的姐妹杂志《如果》（If）获得了三个雨果奖。1969年，奎恩将《银河》卖给了环球出版发行公司（UPD），波尔辞职，取而代之的是埃格勒·雅库布森（Ejler Jakobsson）。在雅库布森的领导下，杂志的质量下降了。1974年詹姆斯·贝恩（James Baen）接手后，情况有所好转，但当他在1977年底离开时，情况又开始恶化，出现了一些财务问题——作家没有按时得到报酬，工作时间变得不稳定。到20世纪70年代末，两期之间的差距不断扩大，最终这本杂志卖给了《伽利略》的出版商文森特·麦卡弗里（Vincent McCaffrey），他在1980年只出版了一期。1994年，H·L·戈尔德的儿子E·J·戈尔德(E. J. Gold) 编辑了一份半专业化的杂志，这便是《银河》的短暂复兴；这种情况持续了八期双月刊。 
在巅峰时期，《银河》对科幻小说产生了深刻的影响。它几乎从一开始就被认为是领先的科幻杂志之一，直到1969年波尔离开，它的影响力才开始减弱。波尔说，戈尔德为《科幻》杂志带来了一种“复杂又机智的精巧”，他补充说，“在《银河系》之后，人们不可能再天真下去了。”科幻杂志的历史学家大卫·凯尔（David Kyle）对此表示赞同，他评论道:“在所有的战后编辑中，毫无疑问，最有影响力的是H·L·戈尔德。” 凯勒认为，戈尔德时代的新方向“不可避免地”导致了实验性的新浪潮，这是20世纪60年代的科幻文学运动的定义。

### 起源与1950年代
|                                                                                 | 一月 | 二月    | 三月 | 四月 | 五月 | 六月 | 七月 | 八月 | 九月 | 十月 | 十一月 | 十二月 |
| ------------------------------------------------------------------------------- | ---- | ------- | ---- | ---- | ---- | ---- | ---- | ---- | ---- | ---- | ------ | ------ |
| 1950年                                                                          |      |         |      |      |      |      |      |      |      | 1/1  | 1/2    | 1/3    |
| 1951年                                                                          | 1/4  | 1/5     | 1/6  | 2/1  | 2/2  | 2/3  | 2/4  | 2/5  | 2/6  | 3/1  | 3/2    | 3/3    |
| 1952年                                                                          | 3/4  | 3/5     | 3/6  | 4/1  | 4/2  | 4/3  | 4/4  | 4/5  | 4/6  | 5/1  | 5/2    | 5/3    |
| 1953年                                                                          | 5/4  | 5/5     | 5/6  | 6/1  | 6/2  | 6/3  | 6/4  | 6/5  | 6/6  | 7/1  | 7/2    | 7/3    |
| 1954年                                                                          | 7/5  | 7 / 5-A | 7/6  | 8/1  | 8/2  | 8/3  | 8/4  | 8/5  | 8/6  | 9/1  | 9/2    | 9/3    |
| 1955年                                                                          | 9/4  | 9/5     | 9/6  | 10/1 | 10/2 | 10/3 | 10/4 | 10/5 | 10/6 | 11/1 | 11/2   |        |
| 1956年                                                                          | 11/3 | 11/4    | 11/5 | 11/6 | 12/1 | 12/2 | 12/3 | 12/4 | 12/5 | 12/6 | 13/1   | 13/2   |
| 1957年                                                                          | 13/3 | 13/4    | 13/5 | 13/6 | 14/1 | 14/2 | 14/3 | 14/4 | 14/5 | 14/6 | 15/1   | 15/2   |
| 1958年                                                                          | 15/3 | 15/4    | 15/5 | 15/6 | 16/1 | 16/2 | 16/3 | 16/4 | 16/5 | 16/6 | 17/1   | 17/2   |
| 1959年                                                                          |      | 17/3    |      | 17/4 |      | 17/5 |      | 17/6 |      | 18/1 |        | 18/2   |
| 1950年至1959年的《银河》杂志，显示卷号/期号。H.L.戈尔德在整个1950年代担任编辑。 |      |         |      |      |      |      |      |      |      |      |        |        |

H·L·戈尔德(H.L.Gold)是《银河》的第一任编辑，20世纪40年代初曾在标准杂志(Standard)担任助理编辑，为该杂志社编读过三部科幻小说:《惊天故事》(Startling Stories)、《惊心动魄的奇迹》(Thrilling Wonder)和《未来船长》(Captain Future)。随着战争的到来，戈尔德离开了出版界，进入了军队，但是在1949年后期，曾经为他工作的维拉·塞鲁提（Vera Cerutti）找到了他。塞鲁提现在为一家法意出版商工作，由Cino Del Duca，创办的Editions Mondiales Del Duca，在纽约开设了工作室，名为《世界版》。她最初向戈尔德请教如何制作杂志，戈尔德提供了指导。《魅力》便是《世界版》在美国发行杂志的第一次尝试，但却损失惨重。戈尔德知道《幻想与科幻》杂志，这是一本1949年秋季发行的文摘，但他觉得另一本严肃的科幻杂志仍有市场空间。他向《世界版》杂志发送了一份计划书，其中包括一份关于出版一系列科幻小说平装本的建议，以及一份名为的期刊,。他还提议支付3美分/字的稿酬,    这样的稿酬在当时非常高，因为大多数同行竞争的杂志稿酬仅为1美分/字。《世界版》采纳了戈尔德的建议，并聘请他担任编辑，第一期于1950年10月出版。该系列小说随后以银河科幻小说的形式出现。
戈尔德最初为给杂志的命名提出了两个建议，《如果》和《银河》。戈尔德的艺术总监华盛顿·欧文·范德·普尔(Washington Irving van der Poel)设计了多个版面，戈尔德邀请了数百名作家、编辑、艺术家和粉丝来观看并投票选出他们最喜欢的；最终投票结果强烈支显示持《银河》获票最高，成为了杂志的名字。在第一期中，戈尔德发表获得了几位著名作家的作品，包括艾萨克·阿西莫夫（Issac Asimov）、弗里茨·莱伯（Fritz Leiber）和西奥多·斯特金（Theodore Sturgeon），以及克利福德·D·西马克（Clifford D.Simak）的《时间采石场》的第一部分(后以书籍《一次又一次》出版)。除了戈尔德的一篇文章外，《银河》的首期还推出了由文选编辑格罗夫·康克林（Groff Conklin）撰写的书评专栏，该专栏一直保留持续到1955年，以及威利·利（Willy Ley）的科学专栏。戈尔德试图实现高质量的印刷技术，尽管现有纸张的质量不足以充分体现其好处。几个月后，朝鲜战争的爆发导致纸张短缺，迫使黄金公司不得不换了新的印刷商——罗伯特·M·吉恩(Robert M. Guinn)。然而这新纸张的质量更差，令戈尔德失望。根据戈尔德的说法，这本杂志在5期之内就实现了盈利:用他的话来说，这是一个“不可思议的”成就。
1951年夏天，《世界版》的分歧扰乱了《银河》的发行。戈尔德表示,流通总监和美国办公室的负责人囤积了许多期刊，而不分发出去,他们只确保那些已分发的期刊被送往美国的一些有很少或根本没有读者的地区,如美国南部。世界版法国工作室的负责人来到美国，想要找出问题所在，并建议将这本杂志以3000美元的低价卖给这两位美国人。他们试图招募戈尔德，但他联系了意大利工作室，这虽阻止了贱卖但最终仍同意将《银河》卖给印刷商罗伯特·M·奎恩(Robert M. Guinn)。直到出售完成后，这种蓄意扰乱杂志分发的行为才被曝光;《世界版》想买回那本杂志，但金报出的价格是他所付价格的四倍。用Gold的话来说，“他，奎恩，知道他在买什么，而世界版不知道他们在卖什么”。
奎恩的新公司名为银河出版公司，它从1951年10月开始发行。戈尔德继续担任编辑，但失去了世界版工作人员的帮助，转而依靠杰罗姆·比克斯比（Jerome Bixby）、阿尔吉斯·布德里斯（Algis Budrys）、西奥多·斯特金（Theodore Sturgeon）和戈尔德的妻子伊芙琳·佩奇（Evelyn Paige）的帮助。当时担任文学经纪人的科幻作家弗雷德里克·波尔(Frederik Pohl)也为作家与戈尔德之间的联系提供了帮助。
到20世纪50年代末，科幻杂志的繁荣时代已经结束，低迷的发行量使他们失去了发行商的青睐，发行商是把杂志从出版商运送到报摊和其他渠道的中间商。戈尔德在1958年9月出版的《银河》杂志上把这个名字从《银河系科幻小说》改成了《银河系杂志》，他评论说，“很多人被科幻小说吓得不敢买”。《银河》的发行量约为9万份，是科幻杂志中发行量最高的，但奎因决定削减成本，并于1959年提高了封面价格，将杂志改为双月刊，同时增加了页数。奎恩还将支付给作者的稿费从每字3美分(有时4美分)降至1.5美分。这些决策的改变为《银河》每年节省了12000美元。结果，两年内发行量下降到8万本左右，但由于小说预算的节省，杂志得以继续发行。